# Aster (M915)
Pour les articles homonymes, voir Aster.
Le Aster (M915) est un chasseur de mines de Classe Tripartite de la composante marine de l'armée belge.

Il a été lancé le 16 décembre 1985 et son port d'attache est la Base navale de Zeebruges. 

Sa ville marraine est Blankenberge. Il a été baptisé par la reine Paola de Belgique.

## Mission
La mission principale d'un chasseur de mines est de détecter et neutraliser toute sorte de mines (mines de fond, mines ancrées ou mines flottantes) qui se trouvent dans les eaux commerciales, dans les accès aux ports, dans les zones d'ancrage, etc., afin de garantir la sécurité des voies navigables et l'accessibilité des ports. 

### Moyens techniques
- Détecteur de surface : Radar Consilium Selesmar Type T-250/10CM003
- Détecteurs de profondeur : Sonar de coque Thales Underwater Systems et sonar auto-propulsé ROV
- Système de lutte contre les mines : Atlas Elektronik IMCMS (Integrated Mine Counter Measures System)
- Système d'identification et de neutralisation des mines : Atlas Elektronik Seafox remplaçant le PAP-104 et plongeurs-démineurs

### Drôme
- 2 RIB avec moteur Yamaha de 40 cv